# Paul Duboc
Paul Duboc (Rouen, 2 aprile 1884 – Parigi, 19 agosto 1941) è stato un ciclista su strada francese.
Professionista dal 1907 al 1914 e poi dopo la fine della prima guerra mondiale ancora dal 1919 al 1927, vinse cinque tappe al Tour de France e concluse al secondo posto l'edizione del 1911.

## Palmarès
- 1908

Parigi-Rugis
- 1909

3ª tappa Giro del Belgio
Classifica generale Giro del Belgio
13ª tappa Tour de France
- 1911

8ª tappa Tour de France
9ª tappa Tour de France
11ª tappa Tour de France
14ª tappa Tour de France

## Piazzamenti

### Grandi Giri
- Tour de France

1908: 11º
1909: 4º
1911: 2º
1912: ritirato (4ª tappa)
1913: ritirato (4ª tappa)
1914: 31º
1919: ritirato (15ª tappa)
1923: 18º
1926: 27º
1927: ritirato
- Giro d'Italia

1914: ritirato

### Classiche monumento
- Milano-Sanremo

1909: 14º
- Parigi-Roubaix

1909: 10º
1911: 17º
1914: 40º
1919: 18º
- Giro di Lombardia

1909: 6º